# Доктор Стрэндж: В мультивселенной безумия
«До́ктор Стрэндж: В мультивселе́нной безу́мия» (англ. Doctor Strange in the Multiverse of Madness) — американский супергеройский фильм, основанный на комиксах Marvel о Докторе Стрэндже, созданный Marvel Studios и распространяемый Walt Disney Studios Motion Pictures. Продолжение фильма «Доктор Стрэндж» (2016) и 28-я по счёту картина в медиафраншизе «Кинематографическая вселенная Marvel» (КВM). Режиссёром выступил Сэм Рэйми, а сценаристом — Майкл Уолдрон. Бенедикт Камбербэтч исполняет роль Стивена Стрэнджа; также в фильме сыграли Элизабет Олсен, Чиветел Эджиофор, Бенедикт Вонг, Сочил Гомес, Майкл Стулбарг и Рэйчел Макадамс. По сюжету Стрэндж пытается защитить юную Америку Чавес (Гомес), способную путешествовать по мультивселенной, от Ванды Максимофф (Олсен), ставшей Алой Ведьмой.
О планах снять сиквел фильма «Доктор Стрэндж» режиссёр и сценарист Скотт Дерриксон заявил в октябре 2016 года. Он подписал контракт на режиссуру второй части в декабре 2018 года, тогда же Бенедикт Камбербэтч подтвердил своё участие. В июле 2019 года было раскрыто название ленты и объявлено об участии Элизабет Олсен. В октябре Джейд Холли Бартлетт была нанята для написания сценария. В январе 2020 года Дерриксон ушёл с поста режиссёра из-за творческих разногласий. В феврале сценарист Майкл Уолдрон присоединился к проекту, а в апреле Сэм Рэйми заменил Дерриксона на посту режиссёра. Съёмки стартовали в ноябре 2020 года в Лондоне, но в январе 2021 года были приостановлены из-за пандемии COVID-19. Производство возобновилось в марте и завершилось в середине апреля в Сомерсете. Съёмки также прошли в Суррее и Лос-Анджелесе.
Мировая премьера ленты состоялась 2 мая 2022 года. Картина вышла в прокат в США 6 мая. В России лента должна была выйти 5 мая, однако премьера была перенесена на неопределённый срок; несмотря на это, в ряде стран СНГ фильм вышел с официальным русским дубляжом. Цифровая версия фильма вышла на стриминговом сервисе Disney+ 22 июня 2022 года. Лента стала частью Четвёртой фазы КВM. Фильм получил положительные отзывы критиков, которые отметили режиссуру Рэйми, операторскую работу, визуальную стилистику, музыку, экшен-сцены, эмоциональную составляющую и актёрскую игру (в особенности, Камбербэтча, Олсен и Гомес), но подвергли критике сценарий и темп повествования.
В мировом прокате фильм собрал более $955 млн, став 4-м самым кассовым проектом 2022 года.

## Сюжет
В пространстве между вселенными магический демон преследует Америку Чавес и альтернативную версию Доктора Стивена Стрэнджа («Защитника» Стрэнджа), которые пытаются добраться до Книги Вишанти. Однако их настигает демон, и Стрэндж пытается его сдержать. Он принимает решение забрать силу Америки, чтобы её не заполучил демон, тем самым убив её. Однако в процессе, существо высвобождается, и смертельно ранит Стрэнджа. Америка пытается добраться до книги, но её хватает демон и, испугавшись, она открывает портал в виде звезды. Умирающий Стрэндж успевает обрубить ленты демона, после чего Америка вместе с телом «Защитника» Стрэнджа переносятся на Землю-616.
Тем временем, на Земле-616 Стивен Стрэндж посещает свадьбу своей бывшей девушки, доктора Кристины Палмер. После церемонии на Нью-Йорк нападает межпространственный демон-осьминог, преследующий Чавес, однако Стрэндж и Верховный чародей Вонг спасают девушку и убивают монстра. Стрэндж узнаёт в Чавес ту самую девушку из своего кошмара, который оказывается лишь воспоминанием его альтернативной версии. Америка объясняет, что обладает неконтролируемой способностью путешествовать по мультивселенной, поэтому монстры и демоны из других вселенных охотятся за её силами.
Распознав колдовские руны на трупах демона и «Защитника» Стрэнджа, Стрэндж отправляется к Ванде Максимофф, однако выясняется, что именно она стоит за нападениями демонов. После обретения книги «Даркхолд» и превращения в Алую Ведьму Ванда считает, что контроль над мультивселенной с помощью сил Чавес поможет ей воссоединиться со своими сыновьями, Билли и Томми, которых она создала в Уэствью. Стрэндж отказывается отдать Америку, поэтому Максимофф нападает на Камар-Тадж, убивая множество магов. Чавес случайно переносит себя и Стрэнджа на Землю-838, а Вонг остаётся в плену Ванды. Та использует заклинание из «Даркхолда», известное как «сомнамбула» (англ. dream-walking) и подчиняет тело своей альтернативной версии с Земли-838, живущей в пригороде с Билли и Томми. Одна из выживших магов Камар-Таджа жертвует собой и уничтожает «Даркхолд». Ванда заставляет Вонга привести её к горе Вундагор, на скалах которой изначально были высечены заклинания «Даркхолда» и на которой находится святилище Алой Ведьмы.
В поисках помощи на Земле-838 Стрэндж и Чавес отправляются в Санктум Санкторум, где их арестовывает альтернативная версия Карла Мордо, Верховного чародея этой вселенной, состоящего в тайной группе «Иллюминаты», состоящей из Капитана Пегги Картер, Короля Чёрного Грома, Марии Рамбо / Капитан Марвел, Рида Ричардса и профессора Чарльза Ксавьера. Они объясняют, что в своих попытках победить Таноса Стрэндж-838 из-за безрассудного использования «Даркхолда» спровоцировал «сопряжение миров», или же их столкновение, уничтожив одну из вселенных и став величайшей угрозой для Мультивселенной, поэтому им пришлось убить его; Мордо считает, что Стрэндж-616 также опасен. До того, как Иллюминаты успевают вынести приговор, Ванде удаётся вновь использовать «сомнамбулу» и с помощью магии Вундагора проникнуть в тело своей версии с Земли-838. Она атакует штаб-квартиру и убивает всех Иллюминатов, кроме Мордо, который остался со Стрэнджем. Последний его одолевает и вместе с Чавес сбегает с Земли-838 при помощи Кристины Палмер, одной из учёных Иллюминатов.
Спасаясь от Ванды, герои попадают в пространство между вселенными, где находится Книга Вишанти, являющаяся полной противоположностью «Даркхолда». Однако Ванда настигает их, уничтожает книгу и с помощью сил Чавес отправляет Стрэнджа и Палмер во вселенную, разрушенную «сопряжением». На Земле-616 Алая Ведьма начинает приводить в действие заклинание, чтобы забрать способности Чавес. Стрэндж и Палмер встречают альтернативную версию Стрэнджа («Зловещего» Стрэнджа), разумом которого завладел «Даркхолд». Последний предлагает Стрэнджу-616 отдать ему Кристину в обмен на книгу, однако тот отказывается. Стрэндж-616 убивает «Зловещего» Стрэнджа и с помощью его версии «Даркхолда» проникает в тело погибшего «Защитника» Стрэнджа, которое осталось на Земле-616, и отправляется к горе.
Алая Ведьма одолевает Вонга и Стрэнджа. Америка, взяв свои силы под контроль, и понимая, что не сможет дать отпор Ванде, исполняет её желание и переносит на Землю-838 к Билли и Томми. Испугавшись и увидев в Алой Ведьме монстра, дети пытаются защитить свою настоящую мать. Осознав всю глубину своих заблуждений, Ванда уничтожает гору Вундагор и каждую копию «Даркхолда» во всей мультивселенной, погибая под завалами горы. Кристина Палмер возвращается на Землю-838, а Стрэндж признаётся, что всё ещё любит Кристину из своей вселенной.
Некоторое время спустя Камар-Тадж восстанавливается после нападения Ванды, там Америка Чавес начинает обучаться магии. Из-за использования «Даркхолда» и «сомнамбулы» у Стрэнджа открывается третий глаз.
В первой сцене после титров на одной из улиц Нью-Йорка к Стрэнджу подходит некая волшебница, призывающая Стрэнджа предотвратить «сопряжение», которое он навлёк на мультивселенную. Стрэндж следует за ней через портал в Тёмное измерение.
Во второй сцене после титров, продавец шариков из пиццы с Земли-838, на которого Стрэндж-616 наложил заклинание, перестаёт бить себя с криком: «Закончилось».

## Актёрский состав

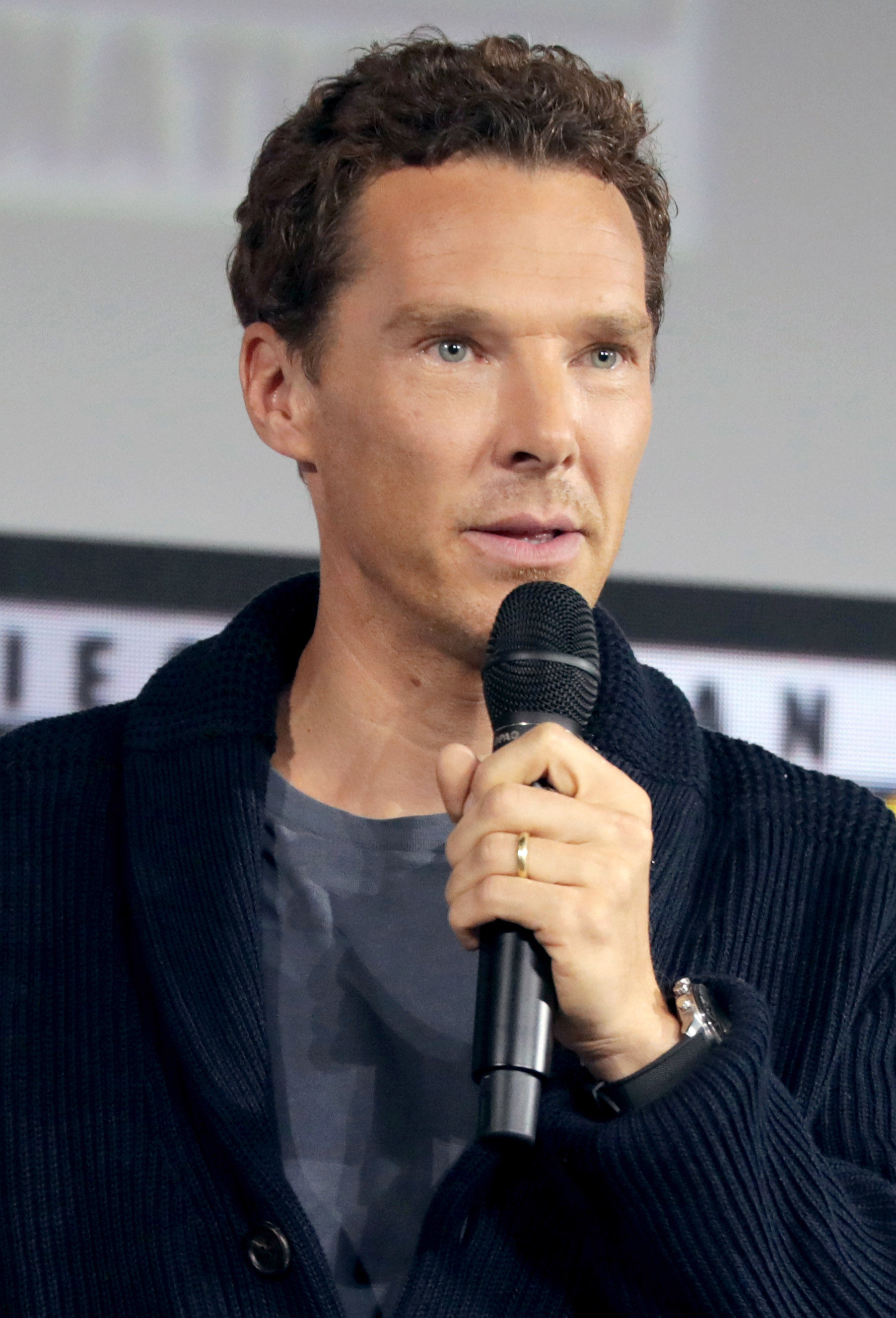
Бенедикт Камбербэтч
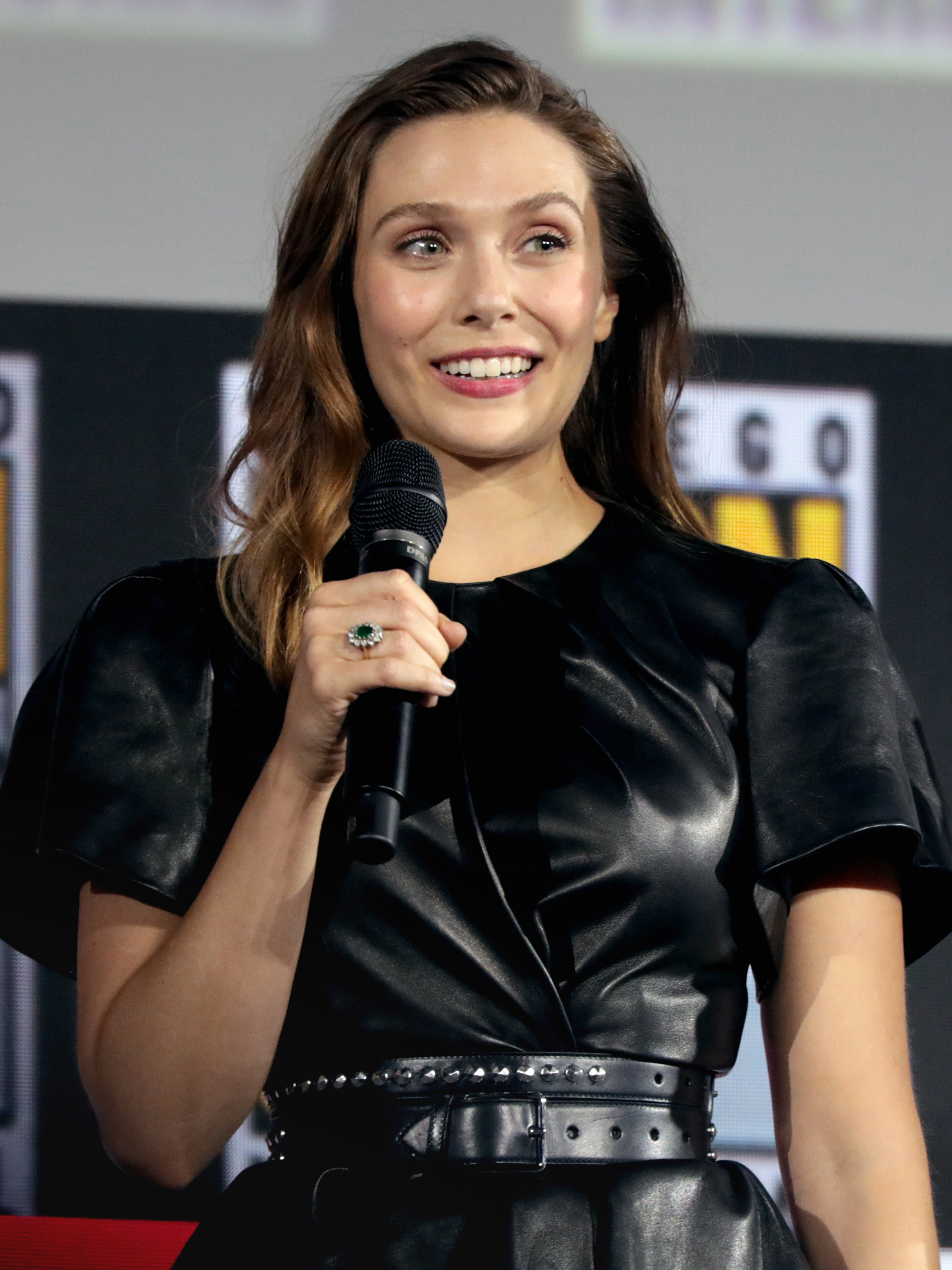
Элизабет Олсен
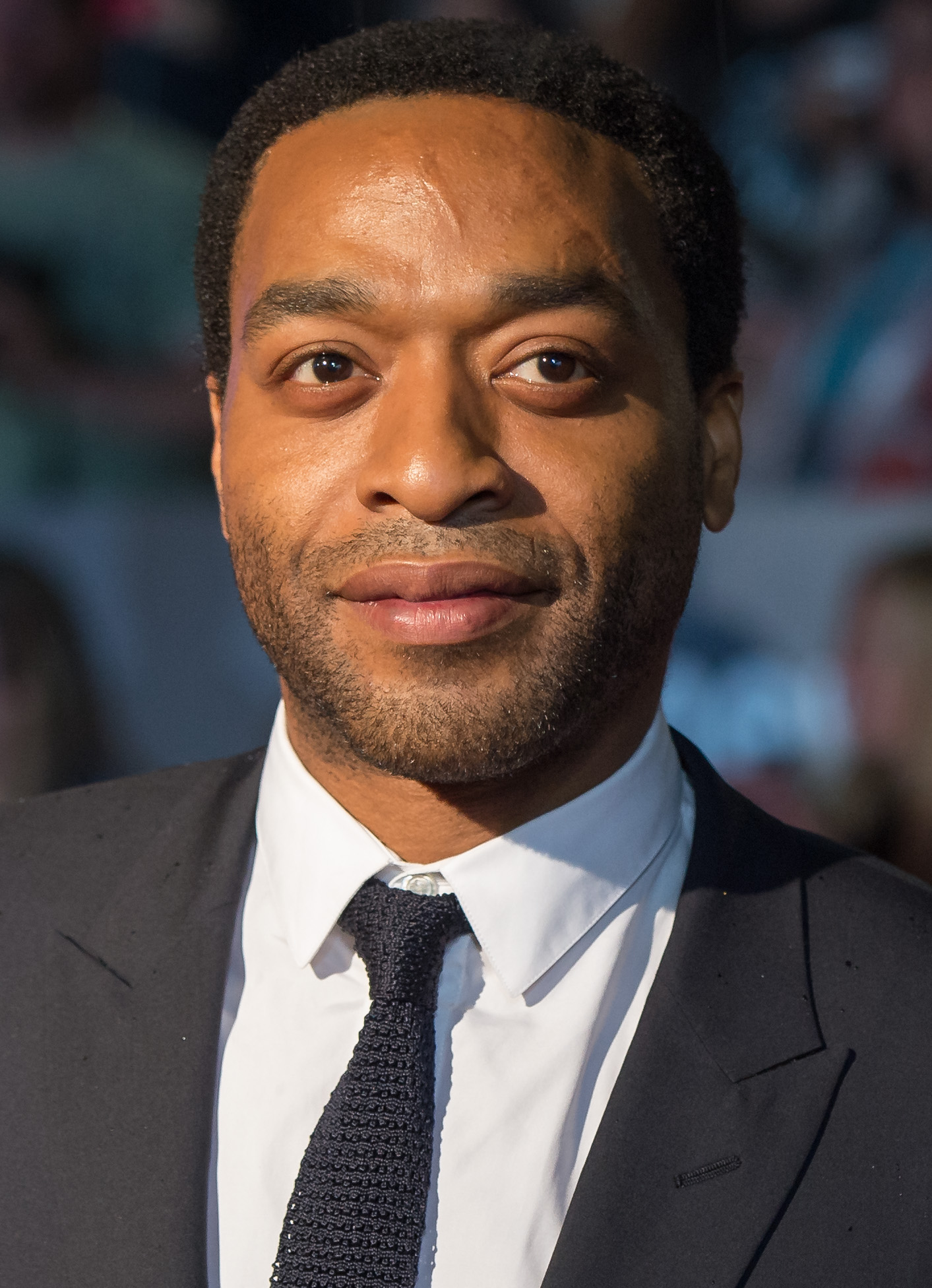
Чиветел Эджиофор
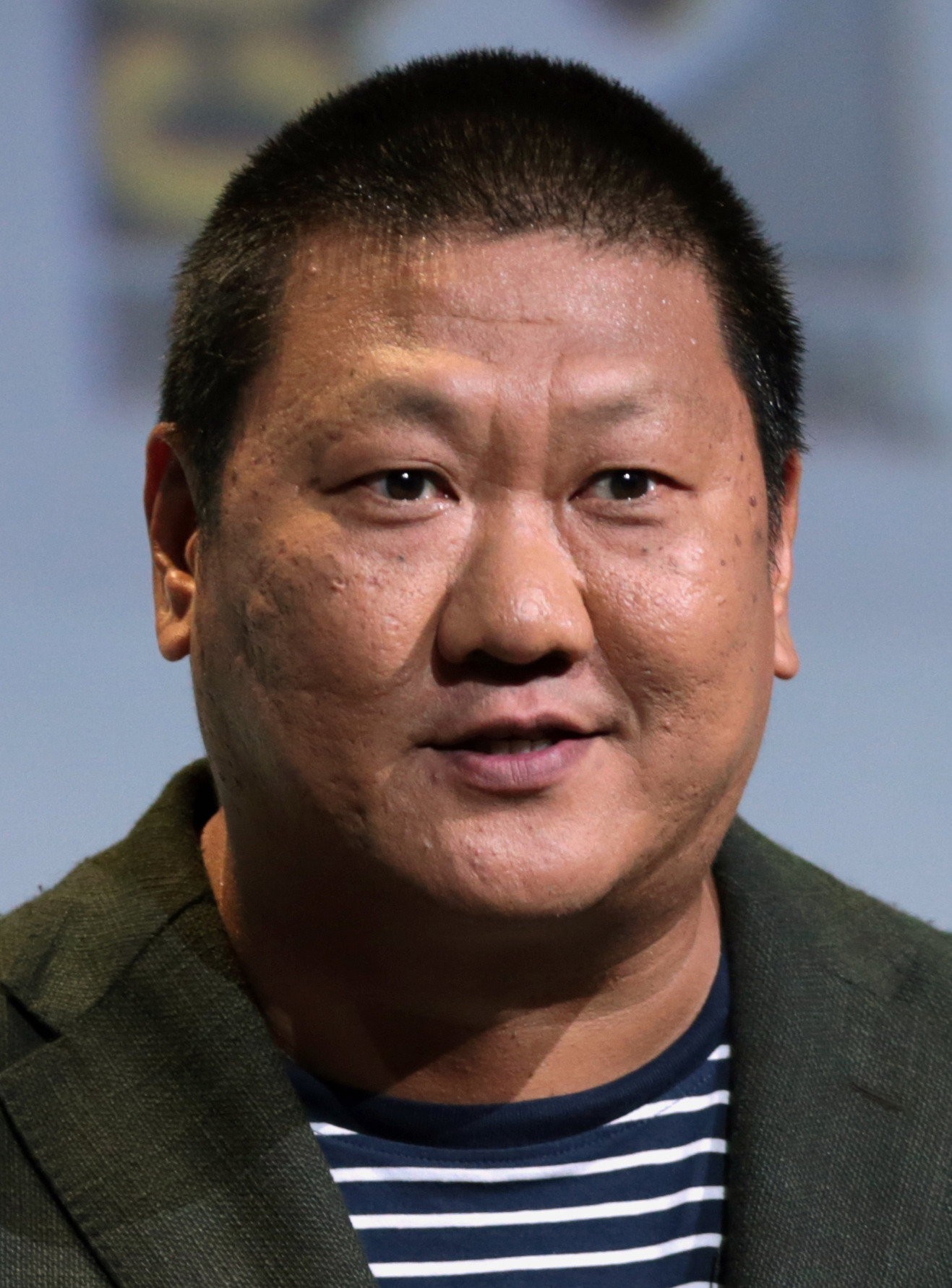
Бенедикт Вонг
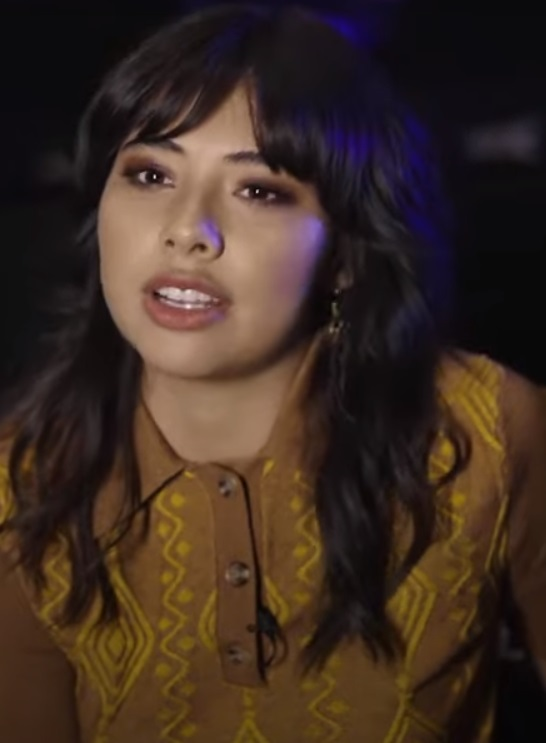
Сочил Гомес
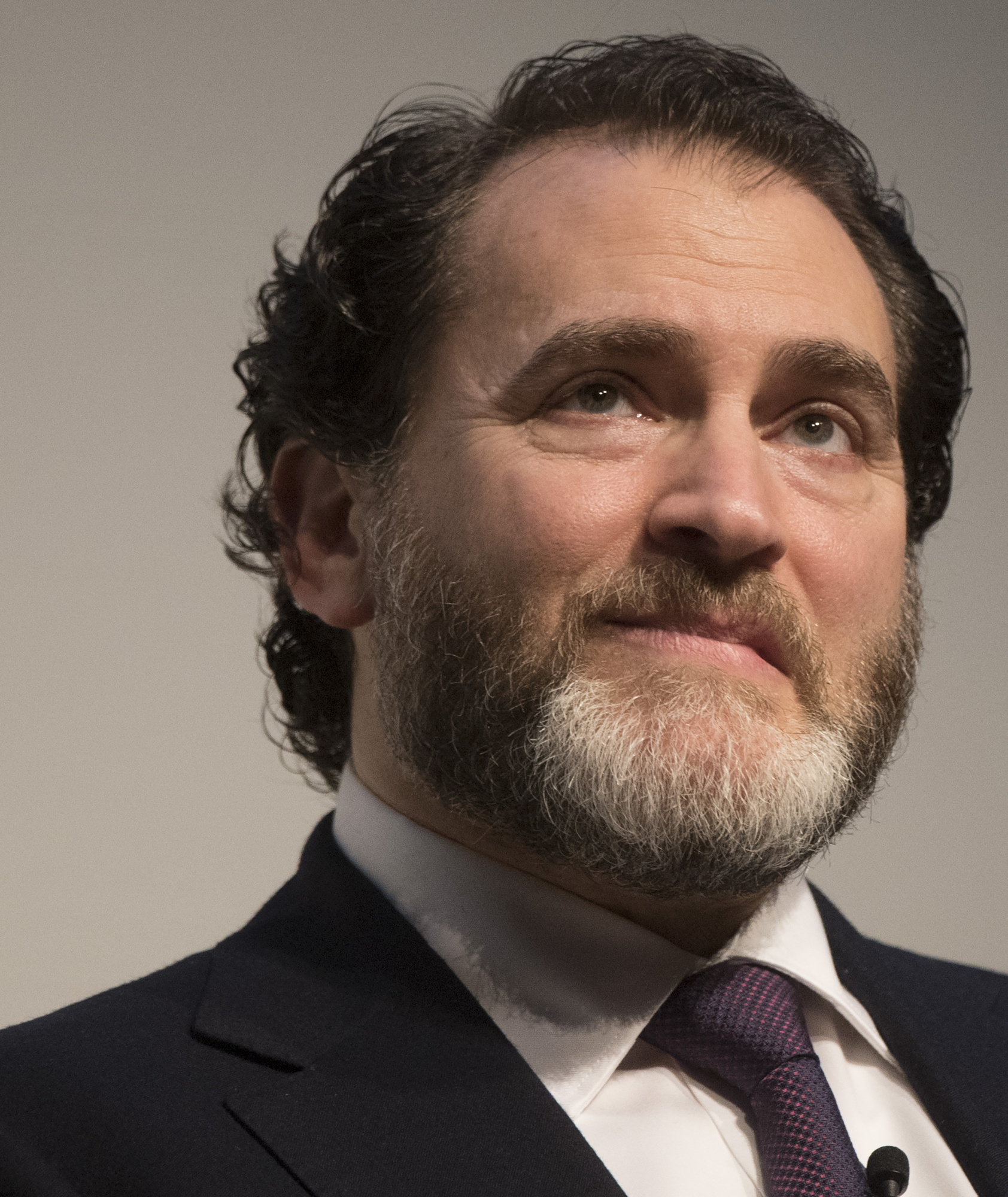
Майкл Стулбарг
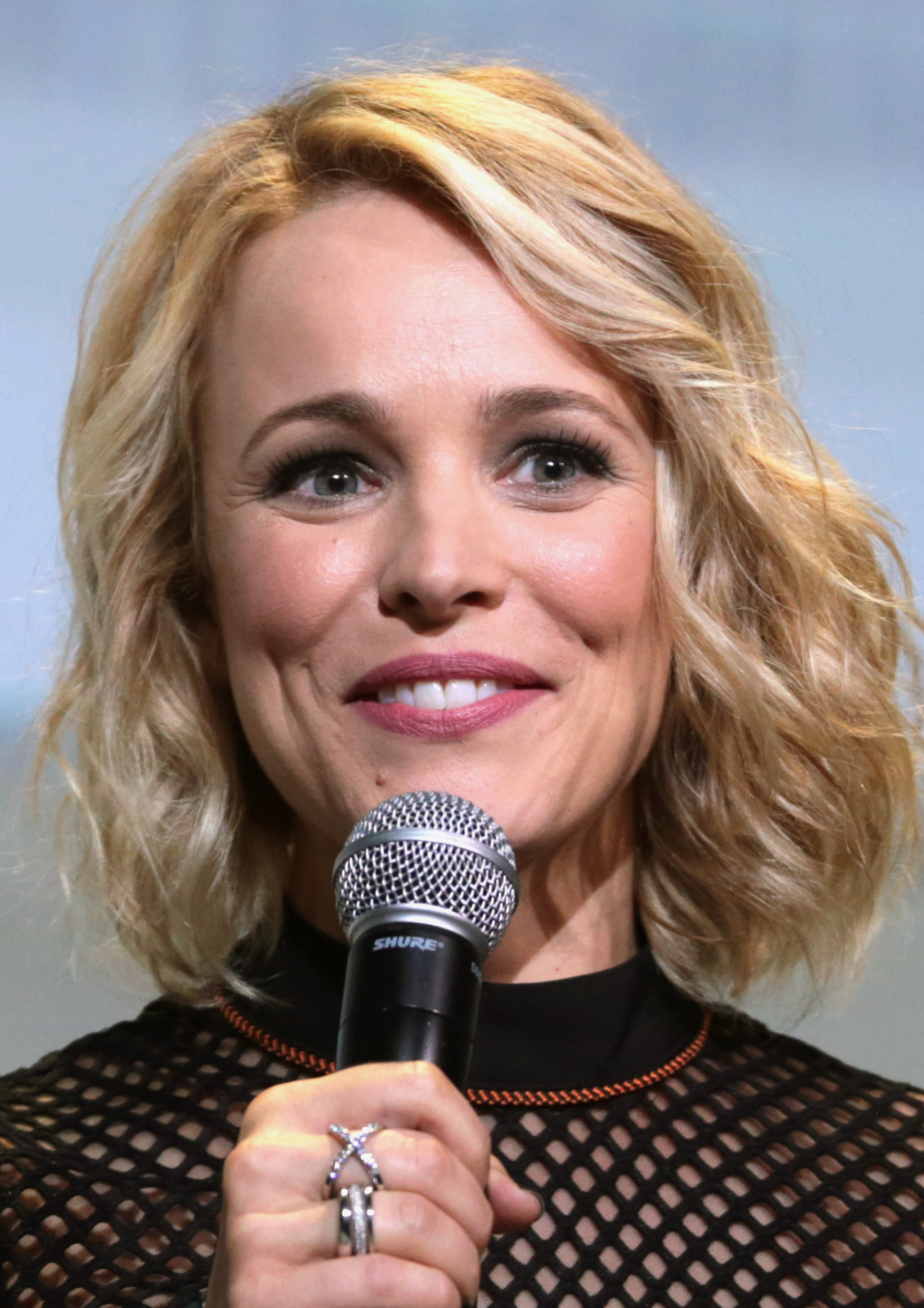
Рэйчел Макадамс

- Бенедикт Камбербэтч — Доктор Стивен Стрэндж:
Нейрохирург, ставший Мастером мистических искусств после автомобильной аварии, закончившей его медицинскую карьеру[9]. Сценарист Майкл Уолдрон сравнил Стрэнджа с Индианой Джонсом как героя, способного «выдержать удар», но имеющего интеллект шеф-повара Энтони Бурдена[10]; сценарист добавил, что Стрэндж «отличный приключенческий герой, за которым вам просто нравится наблюдать». Уолдрон также выразил желание изучить, какое влияние на Стрэнджа окажут события, пережитые им в предыдущих фильмах КВМ[11]. Камбербэтч также исполняет роли нескольких альтернативных версий персонажа[12][13], в том числе: «Зловещий Стрэндж» — «испорченная и изъеденная» версия персонажа; «Защитник Стрэндж» — внешне героический вариант c Земли-617[14], основанный на версии персонажа из комиксов «Защитники», и «Верховный Стрэндж» с Земли-838[15][16].
- Элизабет Олсен — Ванда Максимофф / Алая Ведьма:
Бывшая участница команды «Мстители», способная использовать магию хаоса, телепатию и телекинез, а также способность изменения реальности[17][18], к которой Стрэндж обращается за помощью по исправлению Мультивселенной[19]. В фильме продолжится развитие персонажа в плане «владения тем, что делает её уникальной, и ответственности за её жизненный опыт», что началось в сериале «Ванда/Вижн» (2021)[20]; примером этого является возвращение героини к родному акценту, который более соответствует её заковианскому прошлому, чем американизированный акцент предыдущих фильмов КВМ[7]. Олсен почти ничего не знала о сюжете «Мультивселенной безумия» во время съёмок «Ванда/Вижн» и постаралась проследить, чтобы сюжетная арка Ванды в фильме вытекала из событий сериала, а не наоборот[21]. Также она считает, что образ персонажа в фильме продемонстрировал новую уверенность в себе, которая «действительно расширяет возможности», и сказала, что «нормально играть персонажей, в которых люди иногда разочаровываются»[22]. Олсен также исполняет роль альтернативной версии персонажа с Земли-838[15][23][24].
- Чиветел Эджиофор — Карл Мордо:
Альтернативная версия бывшего Мастера мистических искусств и наставника, ставшего врагом Стрэнджа. На своей Земле-838, Мордо является Верховным чародеем после гибели Стрэнджа и членом команды «Иллюминаты»[15][25][26][27][28]. Версия Мордо с Земли-616 не появляется в фильме, так как сценаристы решили, что он не вписывается в сюжет. Уолдрон объяснил, что они сосредоточились на версии персонажа с Земли-838 и посчитали более интересным оставить версию с Земли-616 на «другой день»[29]. Ранняя версия сценария включала сцену нападения Мордо на жилище Ванды в начале фильма на Земле-616, в которой Мордо погибал от рук Ванды[30].
- Бенедикт Вонг — Вонг:
Верховный чародей, наставник и друг Стрэнджа, которому поручено охранять самые ценные реликвии и книги Камар-Таджа[6][31]. Бенедикт Вонг был рад услышать, что его персонаж станет Верховным чародеем и будет стоять «в один ряд с Доктором Стрэнджем»[32], служа голосом разума для Стрэнджа, который в конечном итоге сталкивается с последствиями за игнорирование советов Вонга[33]. В этом фильме у актёра было больше экшн-сцен, и он готовился к ним, тренируясь с бывшим игроком лиги регби Шенноном Хегарти[32]. Также, Бенедикт Вонг должен был исполнить роли альтернативных версий персонажа[15], в том числе «Защитника» Вонга, но данные сцены были вырезаны из фильма[34].
- Сочил Гомес — Америка Чавес:
Девушка-подросток из альтернативной вселенной[23], способная путешествовать между измерениями, открывая звездоподобные порталы[35]. Менеджер по производству и разработке Marvel Studios Ричи Палмер заявил, что способности Чавес «сводят с ума» Стрэнджа и Вонга, поскольку они никогда не встречали кого-то с такими способностями, а их работа заключается в защите межпространственных барьеров. Гомес рассказала, что для её героини в фильме «всё идёт совершенно не так», поскольку она «убегает от своей уникальности, пока не научится её принимать»[35]. К концу фильма Чавес принимает свои способности и учится доверять другим[35][36]. Marvel Studios долгое время искала подходящий фильм для представления персонажа, но остановились на этом фильме[35]. В фильме также получает отражение гомосексуальность героини из комиксов[37].
- Майкл Стулбарг — Никодемус Уэст:
Хирург и соперник Стрэнджа[38]. Планировалось, что Стулбарг также изобразит своего двойника с Земли-838, но из-за конфликтов в расписании он смог снять только одну сцену (как в оригинальной версии). Версия Земли-838 могла бы помочь Иллюминатам: главные герои нашли бы его голову после того, как его за кадром убивает Ванда Максимофф, подобно смерти Рэя Арнольда, сыгранного Сэмюэлем Л. Джексоном в фильме «Парк юрского периода» (1993)[29].
- Рэйчел Макадамс — Кристина Палмер:
Хирург скорой помощи, бывшая коллега и возлюбленная Стрэнджа[39]. В фильме исследуется решение Стрэнджа в конце фильма «Доктор Стрэндж» (2016) защитить Санктум Санкторум и не встречаться с Палмер, несмотря на то, что он всё ещё испытывает к ней чувства и, возможно, сожалеет об этом решении и о её предстоящей свадьбе[15][40]. Макадамс также изображает двойника персонажа с Земли-838, которая является сотрудником организации «Фонд Бакстера» и бывшей возлюбленной Стрэнджа из той реальности[15]. Макадамс описывает эту версию персонажа как «эксперта по Мультивселенной», что позволило ей иметь больше экшн-сцен по сравнению с первым фильмом[41][42]. У неё «гораздо больше багажа», чем у оригинальной версии персонажа, из-за того, что версия Стрэнджа с Земли-838 была испорчена[41], но её сюжетная линия со Стрэнджем с Земли-616 помогает разрешить его историю любви с его оригинальной версией Палмер[43].

Патрик Стюарт сыграл альтернативную версию Чарльза Ксавьера / Профессора Икс после появления в серии фильмов «Люди Икс», исполнив роль лидера команды «Иллюминаты». Другие члены команды «Иллюминаты»: Хейли Этвелл в роли Пегги Картер / Капитана Картер после озвучивания персонажа в анимационном сериале «Что, если…?»; Лашана Линч в роли Марии Рамбо / Капитана Марвел, альтернативной версии персонажа из фильма «Капитан Марвел» (2019); Энсон Маунт повторил роль Блэкагара Болтагона / Чёрного Грома из сериала «Сверхлюди» (2017) от Marvel Television, сыграв альтернативную версию персонажа; Джон Красински исполнил роль Рида Ричардса / Мистера Фантастика, члена альтернативной версии команды «Фантастическая четвёрка».
Джулиан Хиллард и Джетт Клайн повторяют роли альтернативных версий Билли и Томми Максимофф, сыновей Ванды, из сериала «Ванда/Вижн» (2021). Топо Вреснивиро вновь исполняет роли Хамира, мастера мистических искусств из первого фильма. Адам Хагилл озвучивает Ринтру, минотавро-подобное существо из Р’Ваала, который проходит обучение в Камар-Тадже. Также появляются существо Гаргантос, созданное по образу Шума-Гората, и космическая сущность Живой Трибунал. Росс Маркуанд озвучивает дронов Альтрона, которые появляются на Земле-838. Ранее Маркуанд озвучивал альтернативную версию Альтрона в сериале «Что, если…?» (2021), заменив Джеймса Спейдера, который исполнял роль Альтрона на Земле-616 в фильме «Мстители: Эра Альтрона» (2015). Шарлиз Терон исполняет роль Клеи в первой сцене после титров. Брюс Кэмпбелл, сотрудничающий с Рэйми с конца 1970-х, дважды появляется в качестве камео с ролью продавца шариков из пиццы: в основной части фильма и во второй сцене после титров. Скотт Шпигель и сопродюсер Ричи Палмер, одни из тех, кто также часто сотрудничали с Сэмом Рэйми, озвучивают Души Проклятых, которые нападают на Стрэнджа, когда тот вселяется в труп «Защитника» Стрэнджа.

## Производство

### Разработка

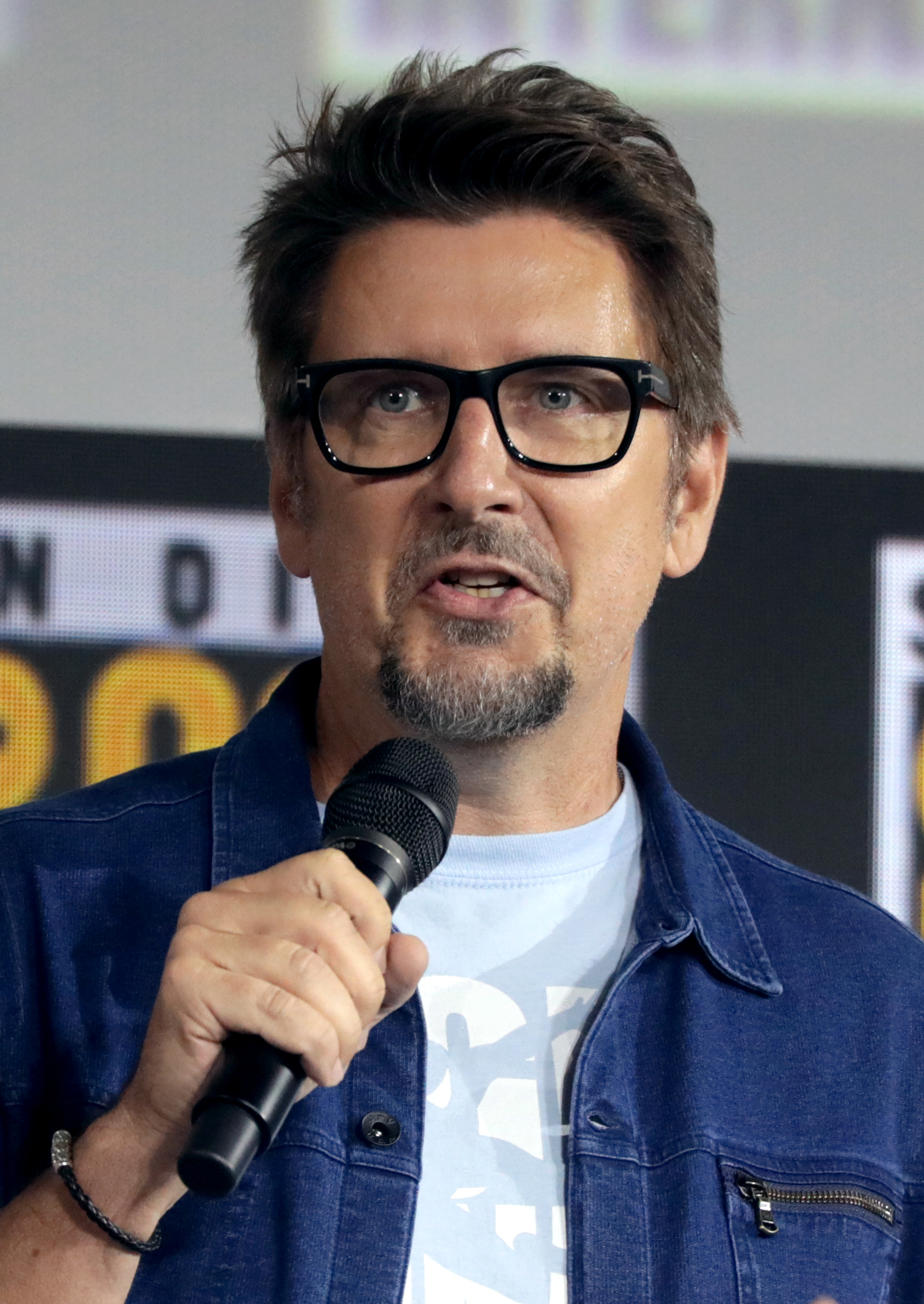
Режиссёр первого фильма Скотт Дерриксон анонсирует фильм на San Diego Comic-Con 2019.

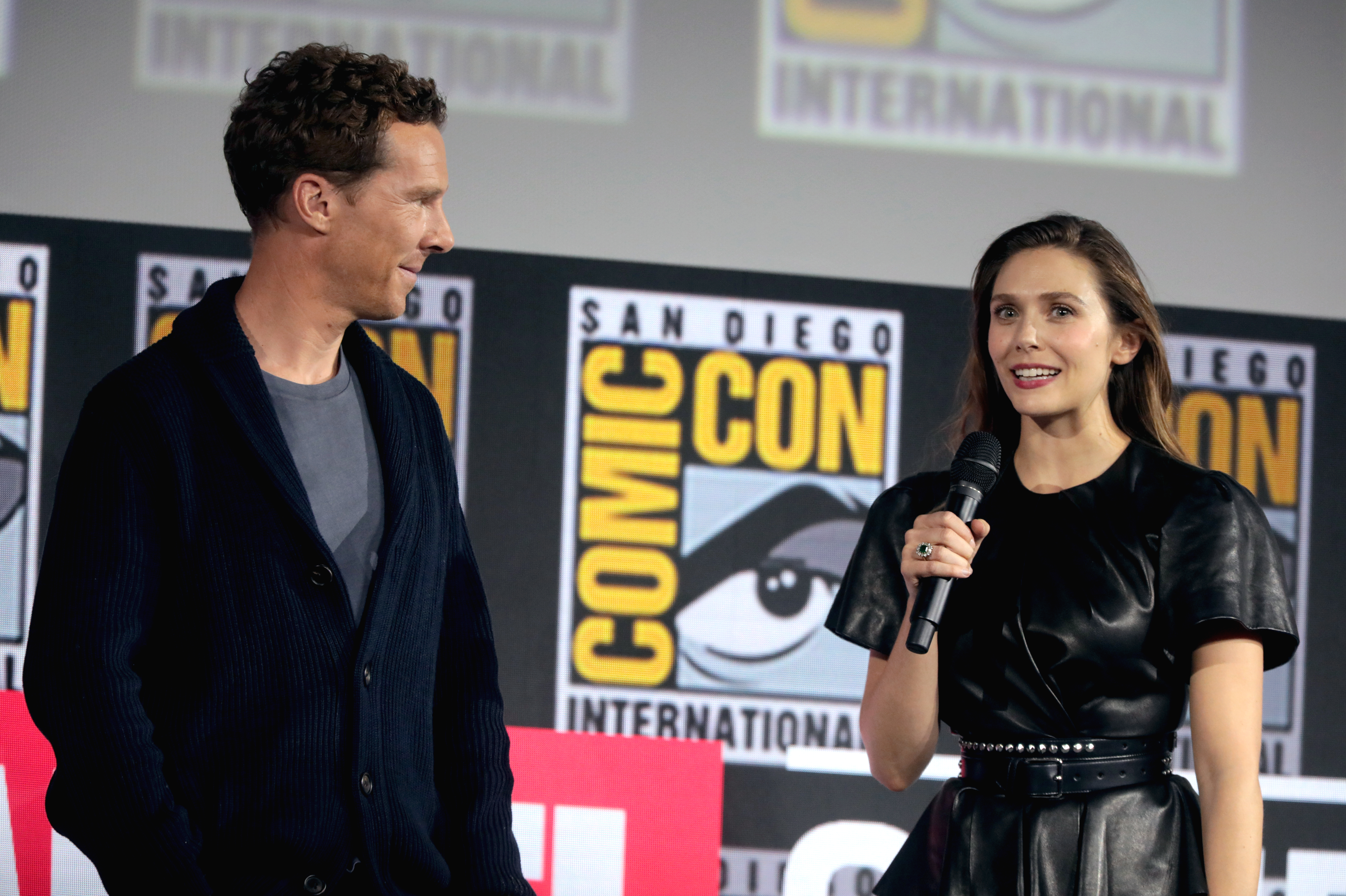
Камбербэтч и Олсен также анонсируют фильм на San Diego Comic-Con 2019.

В апреле 2016 года один из сценаристов фильма «Доктор Стрэндж» (2016) К. Роберт Каргилл заявил, что Marvel Studios посчитала, что некоторые первоначальные идеи для фильма от него и режиссёра Скотта Дерриксона содержали слишком много «странных вещей», связанных с комиксным Доктором Стрэнджем, чтобы их можно было включить в историю происхождения, но студия сказала дуэту, чтобы они сохранили их для потенциальных будущих фильмов. В октябре Дерриксон рассказал, что у него есть планы на продолжение, выразив свою любовь к персонажу и визуальным возможностям, и сказал, что первый фильм был «верхушкой айсберга. Можно достигнуть очень большего прогресса». Он хотел последовать примеру фильма «Тёмный рыцарь» (2008) и ввести в сиквел злодея, который позволил бы им «углубиться [и получить] более интуитивный опыт». Бенедикт Камбербэтч добавил, что он подписал контракт по крайней мере ещё на один фильм о Докторе Стрэндже. Дерриксон пожелал увидеть в сиквеле злодея Кошмара, а также изъявил желание раскрыть персонажей Джонатана Пэнгборна и Хамира, которым в первой картине было уделено мало экранного времени. Помимо этого, режиссёр отметил, что, благодаря близким взаимоотношениям с президентом Marvel Studios Кевином Файги и режиссёром Джо Руссо, он был в курсе того, что произойдёт со Стрэнджем в фильмах «Мстители: Война бесконечности» (2018) и «Мстители: Финал» (2019). Один из сценаристов фильма «Доктор Стрэндж» Джон Спэйтс также выразил заинтересованность в том, чтобы персонаж Клеа появилась в сиквеле.
В апреле 2017 года сообщалось, что Дерриксон приступит к съёмкам сиквела после того, как закончит работу над сериалом «Лок и ключ». В декабре 2018 года Дерриксон подписал контракт на режиссуру сиквела, а Камбербэтч подтвердил возвращение к роли Стрэнджа. Бенедикт Вонг и Рэйчел Макадамс также должны были вновь исполнить роли Вонга и Кристины Палмер. Marvel приступила к поискам сценариста для фильма, причём издание The Hollywood Reporter заявило, что сценарий будет написан в течение 2019 года для запланированного начала съёмок в начале 2020 года, и добавило, что фильм потенциально может быть выпущен в мае 2021 года. В июле 2019 года на Комик-коне в Сан-Диего Файги и Дерриксон официально анонсировали сиквел, отметив, что фильм выйдет под названием «Доктор Стрэндж: В мультивселенной безумия» 7 мая 2021 года. Дерриксон сказал, что он хотел, чтобы сиквел стал первым страшным фильмом медиафраншизы «Кинематографическая вселенная Marvel» (КВM) и исследовал больше элементов готики и ужасов из комиксов, по сравнению с первой частью. Файги рассказал, что сериал Disney+ «Ванда/Вижн» (2021) напрямую подготавливает почву для фильма, и что звезда сериала Элизабет Олсен вновь исполнит роль Ванды Максимофф / Алой Ведьмы в фильме. «Мультивселенная безумия» также связана с фильмом «Человек-паук: Нет пути домой» (2021), в которым Камбербэтч также появляется в роли Стрэнджа, а также с первым сезоном сериала «Локи» (2021), который подготавливает почву для событий фильма в финальной серии сезона, «Ради всего времени. Навсегда.». После выхода этого эпизода появились сообщения, что Том Хиддлстон вернётся к роли Локи в «Мультивселенной безумия», однако в фильме он так и не появился.

### Подготовка

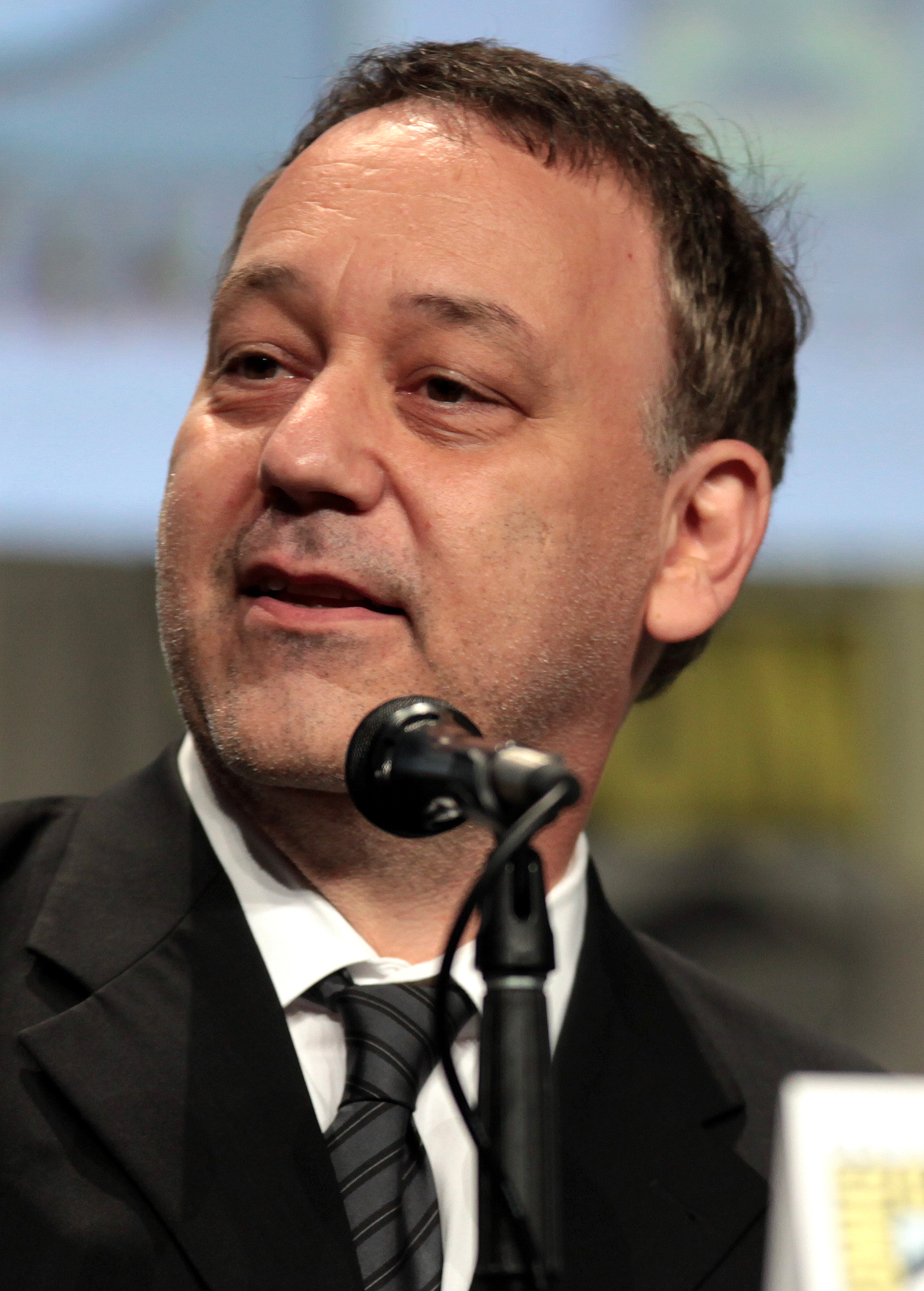
Во время пре-продакшна, Сэм Рэйми взял на себя обязанности режиссёра фильма.

В октябре 2019 года «подающая надежды сценаристка» Джейд Бартлетт была привлечена к написанию сценария для сиквела. В декабре Файги охарактеризовал мультивселенную как «следующий шаг в эволюции КВM» и заявил, что события фильма повлияют на сериалы Disney+ и другие фильмы Четвёртой фазы. Позже в этом месяце продюсер уточнял, что сиквел не будет фильмом ужасов, как было объявлено на Комик-коне, и что он будет «большим фильмом КВM со страшными сценами». Файги сравнил эти сцены с фильмами «Индиана Джонс: В поисках утраченного ковчега» (1981), «Индиана Джонс и храм судьбы» (1984), «Гремлины» (1984) и «Полтергейст» (1982) и сказал, что Дерриксон был хорош в том, чтобы быть «легитимно страшным» из-за его опыта создания фильмов ужасов. Файги также сообщил, что фильм представит несколько удивительных новых персонажей в КВМ, в том числе того, которого Marvel Studios уже какое-то время пыталась использовать в фильме КВМ.
В январе 2020 года Marvel Studios и Дерриксон объявили, что он больше не будет снимать фильм из-за творческих разногласий. В отдельных заявлениях обе стороны сказали, что благодарны за сотрудничество, и что Дерриксон останется исполнительным продюсером фильма. Ожидалось, что это не приведёт к задержке съёмок, которые были назначены на май 2020 года. Каргилл объяснил, что они с Дерриксоном задумали историю, которая пошла в другом направлении, чем хотела Marvel, и что они ещё не написали первый вариант сценария, поэтому финальный фильм не будет производным от их работы. Дерриксон сказал, что уход из фильма был трудным решением, но он не хотел идти на компромисс в отношении фильма, который отличался от того, что он хотел сделать. Его решение уйти было облегчено тем фактом, что он смог немедленно приступить к работе над фильмом «Чёрный телефон» (2022), ещё одним фильмом, который он хотел снять. С Камбербэтчем не консультировались по поводу смены режиссёра, и он сказал, что ему грустно об этом слышать, но он уважает это решение и то, как оно было принято.
К началу февраля Сэм Рэйми начал переговоры о должности режиссёра. В то время ожидалось, что Чиветел Эджиофор вновь исполнит роль Карла Мордо, Макадамс больше не должна была появиться, а главный сценарист сериала «Локи» Майкл Уолдрон был нанят, чтобы переписать сценарий фильма. Несколько недель спустя Рэйми подписал контракт на то, чтобы стать режиссёром фильма. Рэйми не хотел снимать ещё один супергеройский фильм Marvel после негативной критической реакции на фильм «Человек-паук 3: Враг в отражении» (2007), но согласился на эту работу из-за сложной задачи и потому, что он является фанатом персонажа Доктора Стрэнджа и работы Дерриксона над первым фильмом. Уолдрон решил придумать сценарий с Рэйми с нуля, вместо того, чтобы использовать вдохновлённую ужасами основу, которую Дерриксон разработал вместе с Бартлетт. Уолдрон тесно сотрудничал с Олсен и главным сценаристом «Ванда/Вижна» Жак Шеффер, чтобы продолжить историю Максимофф в фильме и убедиться, что это станет удовлетворяющим продолжением сериала. После того, как запланированное появление Камбербэтча в сериале «Ванда/Вижн» было убрано в конце разработки сериала, потребовалось переписать сценарий «Мультивселенной безумия», который Файги описал как «замечательное сочетание очень преданной координации и хаоса». Эти изменения включают в себя то, как Стрэндж и Максимофф встречаются в фильме. История фильма «Доктор Стрэндж: В мультивселенной безумия» подготавливалась в сериале «Ванда/Вижн», но фильм также был разработан для зрителей, которые не смотрели сериал. Творческая команда также видела раннюю производственную работу для мультсериала «Что, если…?», чтобы узнать, как Стрэндж будет показан в этом проекте.
В конце марта работа на пре-продакшне проводилась дистанционно из-за пандемии COVID-19. Съёмки должны были начаться в июне 2020 года. В начале апреля Disney перенесла многие фильмы Четвёртой фазы из-за пандемии, переместив «Доктора Стрэнджа: В мультивселенной безумия» на 5 ноября 2021 года. Затем фильм вновь перенесли на 25 марта 2022 года, после того как Sony Pictures перенесла фильм «Человек-паук: Нет пути домой» на ноябрь 2021 года. В конце июня 2020 года Эджиофор подтвердил своё участие, когда производство фильма было отложено из-за пандемии. В начале октября Камбербэтч подтвердил, что подготовительная работа продолжалась, и сообщил, что съёмки начнутся в Лондоне, к концу месяца или в начале ноября. Позже в октябре Сочил Гомес присоединилась к актёрскому составу. 31 октября правительство Англии ввело карантин в стране с 5 ноября по 2 декабря из-за увеличения числа заболевания от COVID-19. Тем не менее, это никак не повлияло на съёмки. Задержки из-за пандемии дали Уолдрону и Рэйми больше времени для разработки фильма как своего собственного и продвижения его в «немного более страшном направлении», при этом Уолдрон посчитал, что у Рэйми был большой послужной список по созданию более страшных фильмов.

### Съёмки
Съёмочный процесс начался 4 ноября 2020 года в Лондоне под рабочим названием «Звёздный вихрь» (Stellar Vortex). Джон Мэтисон выступил в качестве оператора фильма; для съёмок он использовал IMAX-камеры Panavision DXL2. Первоначально съёмки должны были начаться в мае 2020 года, но были отложены из-за пандемии COVID-19. Олсен начала сниматься в своих сценах к 25 ноября, снимаясь параллельно в сериале «Ванда/Вижн», и сочла странным переход от сериала обратно в фильм КВМ. В начале декабря съёмки проходили на студии Longcross Studios в Лонгкроссе, графстве Суррей. Макадамс вскоре подписала контракт на возвращение к роли Палмер, незадолго до того, как Файги официально подтвердил её участие 10 декабря вместе с участием Эджиофора, Вонга и Гомес. Он также сообщил, что Гомес исполнит роль Америки Чавес, одной из версий Мисс Америки. К тому времени Камбербэтч приступил к съёмкам своих сцен после завершения работы над фильмом «Человек-паук: Нет пути домой».
Олсен снималась в течение трёх недель, прежде чем в конце ноября были введены повышенные ограничения, и с 6 января 2021 года в Англии был объявлен очередной локдаун. Олсен рассказала, что съёмки были приостановлены из-за резкого роста случаев заболевания COVID-19 в Великобритании. Съёмки возобновились к середине марта, когда Камбербэтч упомянул о середине производства ленты, и к тому времени Эджиофор начал сниматься в своих сценах в Лондоне. Съёмки проходили на автомобильной стоянке Брумфилд-Хилл в Ричмонд-парке в течение недели 25 марта. В течение нескольких недель в апреле съёмки проходили в церкви масонов в центре Лондона. 15 апреля Файги заявил, что идёт последняя неделя съёмок, и съёмки проходили с 15 до 17 апреля на сидровой ферме Бёрроу-Хилл в Сомерсете. Джулиан Хиллиард и Джетт Клайн, которые исполняли роли сыновей Ванды, Билли и Томми Максимофф, в сериале «Ванда/Вижн», как сообщалось, были на съёмочной площадке на ферме. При возобновлении съёмок в марте 2021 года производство не пострадало от каких-либо проблем, связанных с COVID-19, хотя Камбербэтчу пришлось временно приостановить съёмки после тесного контакта с участником производства, у которого был ложноположительный тест.
Многие из актёров, в том числе Олсен, Камбербэтч, и Вонг были рады поработать с Рэйми. Режиссёр смог использовать в фильме свои любимые техники работы с камерой, такие как использование камеры и точки зрения для создания чувства тревоги у зрителей, и поощрял импровизацию. Камбербэтч рассказал, что в фильме было больше сотрудничества, чем в его других предыдущих фильмах КВМ, отметив, что раньше он снимался «просто за компанию». Олсен упомянула о создании «атмосферы шоу ужасов», описав фильм как «сумасшедший» и сравнив его с серией фильмов Рэйми «Зловещие мертвецы», в которых присутствовали такие аспекты жанра ужасов, как «постоянный страх». Она посчитала, что это будет «больше, чем глянцевый фильм об Индиане Джонсе», и что он станет темнее, чем эти фильмы, добавив, что Рэйми пытался снять «самый страшный фильм Marvel». Сценарный супервайзер Джо Беккет сказал, что он будет тёмным, Вонг назвал сценарий «первоклассным», а Уолдрон описал «Мультивселенную безумия» как возвращение Рэйми к «большим супергеройским фильмам» со всеми аспектами фильма Сэма Рэйми.

### Пост-продакшн
Боб Муравски и Тиа Нолан выступают монтажёрами фильма. Некоторые дополнительные съёмки для фильма были завершены к середине сентября 2021 года, и к тому моменту Олсен и Вонг завершили свою работу. В октябре 2021 года премьера фильма вновь была перенесена на 6 мая 2022 года. Позже в том же месяце Камбербэтч рассказал, что проводятся дополнительные съёмки, а большие пересъёмки пройдут в ноябре и декабре в Лос-Анджелесе. «The Hollywood Reporter» сообщило о том, что дополнительные съёмки и пересъёмки были «значительными», и что две недели дополнительного производства из шести займёт переработка основного материала фильма, который не мог быть доработан ранее из-за недоступности некоторых актёров; а дополнительные съёмки связаны с заморозкой производства из-за пандемии COVID-19. Камбербэтч подтвердил это. Издание «The Hollywood Reporter» позже добавило, что пересъёмки также проводились для «большего мультивселенского веселья» и добавления большего количества камео и вариантов известных персонажей, что похоже на «Нет пути домой» и первый сезон «Локи». Тизер-трейлер фильма, выпущенный в конце декабря, подтвердил возвращение Майкла Стулбарга к роли Никодемуса Уэста из первой части и появление нескольких альтернативных версий Стрэнджа. Пересъёмки завершились к 17 декабря 2021 года, но в начале января 2022 года также прошли новые дополнительные съёмки. К концу месяца Рэйми получил версию фильма для тестовой аудитории; режиссёр отметил возможность новых пересъёмок, если зрители тестовых показов укажут на необходимость уточнений или улучшений в фильме.
В феврале 2022 года после выхода официального трейлера стало известно, что Патрик Стюарт, игравший Чарльза Ксавьера / Профессора Икс в серии фильмов о Людях Икс, появится в фильме с нераскрытой ролью. Вскоре после публикации официального постера Стюарт подтвердил, что сыграет в ленте, хотя ранее отрицал, что голос, услышанный в трейлере, принадлежит ему. Ричи Палмер заявил, что хотя зрители «возможно услышали что-то знакомое, это не значит, что они видели этого персонажа раньше». Официальный постер ленты также намекнул на появление Капитана Картер, представленной в мультсериале «Что, если…?». Трейлер раскрыл, что Топо Вреснивиро и Марк Брайтон вновь исполняют роли Хамира и Дэниела Драмма, двух мастеров мистических искусств из первого фильма. В фильме появляется существо, напоминающее известного злодея Доктора Стрэнджа Шума-Гората, но носящее имя Гаргантос, принадлежащее другому персонажу комиксов, потому что права на имя Шум-Горат принадлежат «Heroic Signatures». Ричи Палмер предостерёг фанатов от построения теорий о появлении в фильме команды «Иллюминаты» — тайного общества из комиксов, в котором участвует Ксавьер; Палмер отметил, что если Marvel Studios и представит команду, то это будет версия, вдохновлённая самой киновселенной, а не прямая адаптация состава общества из комиксов. Появление Иллюминатов было подтверждено в марте 2022 года. Камбербэтч участвовал в новых пересъёмках ленты в середине марта в Великобритании. Президент Marvel Studious Кевин Файги считал, что трейлеры фильма содержали слишком много спойлеров.
Компании Framestore VFX и Luma Pictures работали над визуальными эффектами для фильма.

## Музыка
Композитор первого фильма «Доктор Стрэндж» Майкл Джаккино должен был вернуться для работы над сиквелом к октябрю 2019 года, когда Дерриксон был ещё режиссёром проекта. После того как Рэйми занял его место, в качестве композитора был нанят Дэнни Эльфман; Эльфман ранее работал с Рэйми над фильмами «Человек тьмы» (1990), «Человек-паук» (2002), «Человек-паук 2» (2004) и «Оз: Великий и Ужасный» (2013). Эльфман сказал, что он будет ссылаться на тему «Доктора Стрэнджа» Джаккино так же, как он использовал тему Алана Сильвестри из фильма «Мстители» (2012) при работе над фильмом «Мстители: Эра Альтрона» (2015). К февралю 2021 года Эльфман начал работать над музыкой, которая будет использоваться во время съёмок, но не приступал к работе над фактической музыкой к фильму в течение нескольких месяцев. В январе 2022 года Эльфман сообщил, что вместе со своим частым соавтором Стивом Бартеком работает над завершением саундтрека через Zoom, в том числе участвует в дирижировании оркестром. Помимо темы Доктора Стрэнджа от Майкла Джаккино, в саундтрек также вошла тема из сериала «Ванда/Вижн», написанная Робертом Лопесом и Кристен Андерсон-Лопес, музыка из заставки мультсериала «Люди Икс» 1990-х годов, а также «Captain America’s March» от Алана Сильвестри из фильма «Первый мститель» (2011). (2011). Альбом саундтреков с партитурой Эльфмана был выпущен в цифровом формате компаниями Hollywood Records и Marvel Music 4 мая, а три «спойлерных трека», исключённые из первоначального релиза, стали доступны 20 мая.

## Маркетинг
Тизер-трейлер фильма появился в качестве второй сцены после титров фильма «Человек-паук: Нет пути домой» (2021), а 22 декабря 2021 года был выложен в сеть. Мэтт Уэбб Митович из «TVLine» назвал тизер «поразительным и захватывающим» и отметил концовку, в которой появился альтернативный вариант Стрэнджа; Митович предположил, что это «Верховный» Доктор Стрэндж, представленный в мультсериале «Что, если…?» (2021). Алекс Уэлш из «Inverse» посчитал, что это «подходящий психоделический тизер, полный откровений и забавных моментов, которые должны ошеломить фанатов Marvel», и предположил, что фильм свяжет «многие повисшие в воздухе сюжетные линии» фильма «Человек-паук: Нет пути домой», сериала «Ванда/Вижн», а также первых сезонов «Локи» и «Что, если…?». Алекс Залбен из «Decider» написал, что «Мультивселенная безумия» является «прямым продолжателем» «Что, если…?», что «мгновенно делает мультсериал гораздо более важным, чем фанаты Marvel могли изначально предполагать». Джеймс Греби из «Syfy Wire» сказал, что весь трейлер пропитан «очень зловещей аурой». Также в декабре для покупки стали доступны фигурки Marvel Legends.
Официальный трейлер и тв-спот были показаны во время 56-го финала Супербоула 13 февраля 2022 года; сам трейлер был опубликован онлайн в тот же день. Джастин Картер из «Gizmodo» подчеркнул, что трейлер продолжил «визуально своеобразный» подход первого фильма к альтернативным измерениям, добавив больше элементов ужаса; Картер был взволнован кратким появлением Америки Чавес. Его коллега Жермен Люссье посчитал, что по сравнению с первым тизером полный трейлер «ощутимо поднял ставки в связи с жуткими откровениями и образами». Чарльз Пуллиам-Мур из «The Verge» написал, что трейлер лучше передал сюжет фильма, чем тизер, добавив, что фильм станет «кульминацией всех полномасштабных сюжетных линий», на которые были сделаны намёки в «Ванда/Вижн» и «Локи». Многие комментаторы отметили раскрытие участия Патрика Стюарта и намёк на то, что он может повторить свою роль Чарльза Ксавьера / Профессора Икс из серии фильмов «Люди Икс», что привело к появлению теории о том, что «Мультивселенная безумия» представит версию Иллюминатов из КВМ. RelishMix сообщил, что трейлер набрал за сутки 93,1 млн просмотров на Facebook, Twitter, YouTube и Instagram, что стало лучшим показателем среди тизеров и трейлеров, что транслировались во время Суперкубка. Компания Disney сообщила о 143 млн онлайн-просмотров в Twitter, Facebook, Instagram, YouTube, TikTok, Snapchat и Google, а также о 55 млн просмотров во время телетрансляции.
Игрушки Funko Pops, основанные на фильме, были представлены в марте 2022 года. В апреле в ролике компании Procter & Gamble, рекламирующем «Мультивселенную безумия» и стиральный порошок Tide, появились Вонг и Плащ Левитации. В конце апреля на CinemaCon было показано начало ленты. G Fuel и Xbox также выступили рекламными партнёрами фильма, создав эксклюзивные индивидуальные наборы консолей и контроллеров, вдохновлённых лентой, и представили в фильме часы Jaeger-Le Coultre. Японская девелоперская компания Mori Building Company превратила своё кафе и меню в тематическую интерактивную фотосессию для продвижения фильма. В Азиатско-Тихоокеанском регионе (АТР) новыми партнёрами студии стали Cadillac, Maybank и Shell US, в Европейско-Африканском регионе — Xiaomi и T-Mobile. 29 апреля на Disney+ вышли три эпизода проекта «Marvel Studios: Легенды», посвящённых Доктору Стрэнджу, Вонгу и Алой ведьме с кадрами из предыдущих проектов КВМ. 3 мая восемь V-туберов проекта Hololive Production продвигали фильм на специальном предпремьерном стриме на YouTube.

## Прокат

### Кинотеатральный прокат
Мировая премьера фильма «Доктор Стрэндж: В мультивселенной безумия» состоялась 2 мая 2022 года; картина вышла в прокат в США 6 мая 2022 года в форматах RealD 3D, IMAX, Dolby Cinema и ScreenX. Изначально премьера должна была состояться 7 мая 2021 года, но из-за пандемии COVID-19 её сначала перенесли на 5 ноября 2021 года, затем на 25 марта 2022 года (из-за переноса фильма «Человек-паук: Нет пути домой» на декабрь того же года), а позже из-за сложностей с производством других фильмов — на май 2022 года. Лента стала частью Четвёртой фазы КВM.

#### Отмена проката в России и Беларуси
Премьера фильма в России должна была состояться 5 мая 2022 года. Однако 28 февраля 2022 года компания Disney выпустила специальное заявление:
В заявлении не были оговорены сроки данного запрета, а также судьба предстоящих фильмов, дистрибьютором которых выступит Disney, например, фильма «Доктор Стрэндж: В мультивселенной безумия». В конце апреля стало известно о возвращении лент Disney в прокат стран СНГ, кроме России и Беларуси, а также о том, что русский дубляж будет сделан.

#### Отмена проката в арабских странах
В апреле 2022 года издание The Hollywood Reporter подтвердило, что фильм не будет выпущен в прокат в Саудовской Аравии из-за присутствия в нём Америки Чавес, героини гомосексуальной ориентации. Наваф Алсабхан, главный инспектор страны по цензуре, осудил сообщения о запрете фильма, отметив, что компания Disney «не пожелала» удовлетворить просьбу об удалении из фильма «только лишь 12 секундной» сцены с Чавес, в которой она упоминает своих «двух мам». Лента должна была выйти в нескольких странах Персидского залива 5 мая, однако разделы с предпродажей билетов были удалены с веб-сайтов кинотеатров Саудовской Аравии, Кувейта и Катара. Билеты всё ещё доступны в Объединённых Арабских Эмиратах, что, по словам автора «The Hollywood Reporter», свидетельствует о том, что фильм может быть выпущен в этой стране. Корпорация IMAX также подтвердила отмену проката ленты в Египте. Бенедикт Камбербэтч был разочарован этими решениями, отметив: «От этих репрессивных режимов мы узнали, что их нетерпимость направлена на людей, которые заслуживают того, чтобы их не только упоминали, но и чествовали за то, кем они являются; чтобы дать им почувствовать себя частью общества и культуры, а не наказывать за свою сексуальность. Это кажется действительно в стороне от всего, что мы испытали как вид, не говоря уже о том, что в глобальном плане мы одна общая культура, но откровенно говоря, это ещё одна причина, по которой это не просто символизм, чтобы включить члена ЛГБТ-сообщества».

#### Отмена проката в Китае
Издание Deadline Hollywood сообщило, что фильм вряд ли выйдет в прокат в Китае, так как в нескольких сценах ленты появляется логотип «The Epoch Times», газеты, выступающей против политики Коммунистической партии Китая (КПК). В конце апреля фильм был представлен на рассмотрение китайским властям. 2 мая 2022 года было объявлено, что прокат в Китае официально запрещён. В середине мая генеральный директор Disney Боб Чапек заявил, что ситуация сложная, но отметил, что фильм уже успешен и без релиза в Китае.

### Выход на носителях
Цифровая версия фильма вышла 22 июня 2022 года на стриминговом сервисе Disney+. На носителях Blu-ray фильм выйдет 26 июля того же года.

## Реакция

### Кассовые сборы
По состоянию на июль 2022 года «Доктор Стрэндж: В мультивселенной безумия» собрал в США и Канаде $411,3 млн, а в других странах — $544,4 млн, в итоге собрав по всему миру — $955,7 млн.
В премьерный день лента заработала $27,2 млн в 20 странах, превзойдя подобный показатель фильма «Доктор Стрэндж» (2016) на 153 %, а фильм «Бэтмен» (2022) на 210 %, но уступив 4 % фильму «Человек-паук: Нет пути домой» (2021). За период пандемии премьерный день фильма стал самым прибыльным в Малайзии и Таиланде (по $1,2 млн) и вторым самым прибыльным в Мексике ($8 млн), Бразилии ($5,1 млн), Австралии ($4 млн), Франции ($3 млн), Италии ($2,2 млн), Германии ($1,8 млн), Гонконге, Вьетнаме, ОАЭ, Израиле, Чехии, Португалии, Греции, Хорватии, Словении, Боснии и Герцеговине. В Японии премьерный день ленты стал вторым самым кассовым для иностранной картины в период пандемии и третьим крупнейшим для фильма КВМ после фильмов «Мстители: Финал» (2019) и «Человек-паук: Нет пути домой». На предпоказах в странах Латинской Америки фильм собрал $10,3 млн, включая $3,5 млн в Мексике и $2,7 млн в Бразилии. На 9 мая 2022 года крупнейшими международными рынками ленты являются Южная Корея ($30 млн), Великобритания ($24,7 млн), Мексика ($21,5 млн), Бразилия ($16,3 млн), Индия ($12,7 млн), Австралия ($12,6 млн), Германия ($12 млн), Франция ($11 млн), Япония ($9,4 млн) и Италия ($9 млн).
На сайте Fandango Media предпродажи билетов составили $42 млн, максимальный показатель со времён фильма «Человек-паук: Нет пути домой». В апреле 2022 года сервис Boxoffice Pro прогнозировал, что в первые выходные в США и Канаде фильм может заработать $190-210 миллионов, а общие домашние сборы составят $450-560 миллионов. К началу премьерной недели домашние сборы в дебютный уикенд прогнозировались на уровне $160-180 млн в 4400 кинотеатрах, с самыми оптимистичными показателями в $200 млн.
Во вторую неделю проката сборы картины в Северной Америке упали до $61 млн (падение на 67 %). По этому показателю картина заняла третье место в истории КВМ после фильмов «Человек-паук: Нет пути домой» (67,5 %) и «Чёрная вдова» (67,8 %). Однако уже в третью неделю проката фильм заработал $31,6 млн и достиг отметки в $800 млн, став вторым самым кассовым фильмом Голливуда, выпущенным во время пандемии, после фильма «Человек-паук: Нет пути домой».

### Отзывы критиков
На сайте-агрегаторе рецензий Rotten Tomatoes фильм получил «рейтинг свежести» 75 % со средней оценкой 6,5/10 на основе 218 отзывов. Консенсус критиков гласит: «„Доктор Стрэндж: В мультивселенной безумия“ прогибается под тяжестью разросшейся киновселенной Marvel, однако характерная режиссура Сэма Рэйми приводит в действие увлекательное заклинание». На сайте Metacritic средневзвешенная оценка ленты составляет 61 балл из 100 на основе 62 рецензий, что указывает на «преимущественно положительные отзывы». Зрители, опрошенные для CinemaScore, дали фильму среднюю оценку «B+» по шкале от A+ до F. PostTrak сообщил, что 82 % зрителей дали фильму положительную оценку, при этом 69 % сказали, что они определённо рекомендовали бы его к просмотру.
Дон Кэй из Den of Geek оценил ленту в 4 звезды из 5, полагая, что она «порадует легионы ярых фанатов, энергичным и самоотверженным подходом к странностям комиксов, поскольку Сэм Рэйми создал, возможно, самое необычное путешествие в КВМ». Кэй похвалил стиль режиссуры Рэйми, отметив его как «наиболее узнаваемое видение режиссёра КВМ» со времён Джеймса Ганна, поставившего фильм «Стражи Галактики» (2014). Критик также похвалил игру Олсен, которая привнесла «в свою героиню настоящую, осязаемую, душераздирающую скорбь наряду с наэлектризованной самозацикленностью», и появление МакАдамс, которой в фильме «дали более важную роль»; однако эксперт посчитал, что роль Гомес была «уменьшена до ходячей экспозиционной машины для событий фильма». Оуэн Глейберман из Variety назвал фильм «путешествием, головокружением, CGI-джемом ужасов, головоломкой Marvel о том, что такое реальность. Это несколько увлекательный беспорядок, но всё же беспорядок». Он отметил, что режиссура Рэйми в ряде сцен фильма «имела тот дружеско-приятный дух и переменчивое образное чутьё, которое он продемонстрировал в первых двух фильмах о Человеке-пауке». Лия Гринблатт из Entertainment Weekly похвалила взгляд Рэйми на «Доктора Стрэнджа» и его режиссуру, заявив, что фильм похож на «множество разрозненных и часто серьёзно переплетённых вещей — комедия, клаустрофобный ужас, материнская драма», но это отличает его от предыдущих фильмов КВМ; Гринблатт назвала этот опыт «дико освежающим», поскольку в КВМ уже вышло 23 фильма. Пит Хаммонд из Deadline Hollywood также похвалил режиссуру и повествование Рэйми, которое, по его мнению, было «успешным и увлекательным» сочетанием «мрачного и ужасающего» повествования с известными персонажами КВМ; критик посчитал, что лента похожа на предыдущие фильмы ужасов режиссёра, такие как «Зловещие мертвецы» (1981). Амелия Эмбервинг из IGN оценила фильм на 7 баллов из 10 и сказала, что «в этой новейшей главе КВМ есть что-то такое», заключив, что фильм был «полностью фильмом Сэма Рэйми».
Джон Дефоре из The Hollywood Reporter написал, что, хотя давние поклонники Рэйми могут быть «обескуражены» первой сценой «Мультивселенной безумия», режиссёр демонстрирует вспышки своего «отличительного стиля» в последующих сценах. Он также считает фильм «неудовлетворительным в некоторых отношениях», но хвалит заключительный акт, который, по его мнению, начинает «играть в соответствии с сильными сторонами Рэйми — он более свободный, кинетический и иногда глуповатый, несмотря на большие ставки». Джастин Чанг из Los Angeles Times дал фильму положительную рецензию, а также похвалил режиссуру Рэйми. Он назвал фильм «попеременно глупой и мрачной историей, которая время от времени делает паузу, чтобы выплеснуть приливную волну горя». Чанг высоко оценил игру актёров, особенно Камбербэтча и Олсен, а также визуальное оформление и подход фильма к Мультивселенной, который, по его мнению, позволил «поставить несколько игривых вопросов о судьбе, предопределении и человеческой порядочности», и его отличие от традиционного «язвительно-минутного тона, который является предпочтительной комической идиомой компании Marvel». Дэн Джолин из Empire поставил фильму 4 звезды из 5, похвалив режиссуру Рэйми и экшн-последовательности, которые, по его мнению, были креативными, и посчитал, что фильм «самый безумный и энергичный фильм Marvel, в равной степени как победное возвращение режиссёра Сэма Рэйми, так и мега-бюджетное упражнение в универсальном повышении ставок». Дэвид Симс из The Atlantic назвал фильм «удивительно хорошим», а также высоко оценил режиссуру Рэйми, отметив, что он рад «увидеть место для настоящего жанрового автора среди всех этих мультиуниверсальных махинаций» в КВМ, хотя и раскритиковал темп и актёрский состав.
Питер Брэдшоу из The Guardian поставил фильму 3 звезды из 5 и дал фильму критическую, но в основном положительную рецензию. В заключение своей рецензии он сказал, что «бесконечные реальности, как правило, снижают драматическое воздействие одной единственной реальности и уменьшают то, что поставлено на карту в данной ситуации. Тем не менее, это решается легко и весело». Дэвид Эрлих из IndieWire также дал более критическую рецензию, так как он считает, что характер Доктора Стрэнджа был «разбавлен» после событий фильма «Человек-паук: Нет пути домой», и сказал: «Медленно, постепенно, а затем с большим энтузиазмом, то, что начиналось как спокойная история о людях, бросающих CGI в ещё большие куски CGI, и при этом кричащих о том, какая новая вещь угрожает всему существованию, превращается в нечто менее знакомое: Жестокий, сумасбродный, затягивающий в несколько разных адов одновременно фильм». Он отметил, что, хотя, по его мнению, стиля Рэйми в фильме «недостаточно, чтобы сделать „Мультивселенную безумия“ великим фильмом, … его достаточно, чтобы сделать его настоящим фильмом Сэма Рэйми». Райан Таллерико из RogerEbert.com поставил фильму 2 звезды из 4, и дал ему отрицательную рецензию, считая, что фильм «сшит из кусков других фильмов, комиксов и телешоу и получил жизнь с помощью энергии бюджета Marvel» и назвал его «фильмом Франкенштейна». Он раскритиковал характеристику персонажей в фильме и считал, что «сюжет постоянно возвращается к невероятно поверхностным чертам характера, таким как горе Ванды, невысказанная любовь Стрэнджа к Кристине или неуверенность Америки в своих силах», вместо того чтобы сосредоточиться на потенциале Мультивселенной, а также раскритиковал использование CGI, хотя и добавил, что в фильме присутствует «визуальное чутьё» Сэма Рэйми. Алонсо Дуральде из TheWrap также дал негативную рецензию, сравнив использование Мультивселенной в фильме с фильмом «Всё везде и сразу» (2022), и написал: «Смело изобретательный инди-фильм Дэниелса взрывается остроумием, нервами и характерами — большинство из которых явно отсутствуют в этом последнем приключении КВМ», а также раскритиковал сценарий фильма, который, по его мнению, был «настолько перегружен сюжетом, персонажами и волшебными штучками, что для персонажей не осталось места», хотя он похвалил партитуру Эльфмана и визуальные эффекты. Николас Барбер из BBC.com назвал его «таким же смехотворным, как и любой независимый культовый фильм».

### Награды
| Награда                                             | Дата вручения   | Категория                                                                     | Получатель                                                                                           | Результат | Прим.           |
| --------------------------------------------------- | --------------- | ----------------------------------------------------------------------------- | --- | --------- | --------------- |
| Суперпремия «Выбор критиков»                        | 16 марта 2023   | Лучший супергеройский фильм                                                   | «Доктор Стрэндж: В мультивселенной безумия»                                                          | Номинация | [ 198 ]         |
| Суперпремия «Выбор критиков»                        | 16 марта 2023   | Лучший актёр в супергеройском фильме                                          | Бенедикт Камбербэтч                                                                                  | Номинация | [ 198 ]         |
| Суперпремия «Выбор критиков»                        | 16 марта 2023   | Лучшая актриса в супергеройском фильме                                        | Элизабет Олсен                                                                                       | Номинация | [ 198 ]         |
| Суперпремия «Выбор критиков»                        | 16 марта 2023   | Лучший злодей в фильме                                                        | Элизабет Олсен                                                                                       | Номинация | [ 198 ]         |
| Dragon Awards                                       | 4 сентября 2022 | Лучший научно-фантастический фильм или фэнтези                                | «Доктор Стрэндж: В мультивселенной безумия»                                                          | Номинация | [ 199 ]         |
| Florida Film Critics Circle Awards                  | 22 декабря 2022 | Лучшие визуальные эффекты                                                     | «Доктор Стрэндж: В мультивселенной безумия»                                                          | Номинация | [ 200 ] [ 201 ] |
| Золотой трейлер                                     | 6 октября 2022  | Лучшее фантастическое приключение                                             | «Nightmare»                                                                                          | Номинация | [ 202 ] [ 203 ] |
| Золотой трейлер                                     | 6 октября 2022  | Лучший трейлер блокбастера лета 2022 года                                     | «Nightmare»                                                                                          | Номинация | [ 202 ] [ 203 ] |
| Золотой трейлер                                     | 6 октября 2022  | Лучший телевизионный блокбастер лета 2022 года                                | «Ready»                                                                                              | Победа    | [ 202 ] [ 203 ] |
| Золотой трейлер                                     | 29 июня 2023    | Лучшее цифровое фэнтезийное приключение                                       | «Open Says Me»                                                                                       | Номинация | [ 204 ] [ 205 ] |
| Грэмми                                              | 5 февраля 2023  | Лучшая аранжировка, инструментальная композиция или а капелла                 | Дэнни Эльфман (за «Main Titles»)                                                                     | Номинация | [ 206 ]         |
| Hollywood Music in Media Awards                     | 16 ноября 2022  | Лучшая оригинальная музыка в научно-фантастическом / фэнтезийном фильме       | Дэнни Эльфман                                                                                        | Победа    | [ 207 ]         |
| Hollywood Music in Media Awards                     | 16 ноября 2022  | Лучший музыкальный проект-фильм                                               | Дэйв Джордан                                                                                         | Номинация | [ 207 ]         |
| Hollywood Professional Association Awards           | 17 ноября 2022  | Выдающиеся визуальные эффекты — театральный или нетеатральный фильм           | Джулиан Фодди, Ян Мароске, Коэн Хофмейстер, Салли Уилсон и Джон Серу (Industrial Light & Magic)      | Победа    | [ 208 ]         |
| Hollywood Professional Association Awards           | 17 ноября 2022  | Выдающиеся визуальные эффекты — театральный или нетеатральный фильм           | Джоэл Беренс, Александр Милле, Кадзуки Такахаси, Хуан Пабло Альгейер и Брайан Смэлл (Digital Domain) | Номинация | [ 208 ]         |
| International Film Music Critics Association Awards | 23 февраля 2023 | Лучшая оригинальная музыка к фильму в жанре фэнтези/научной фантастики/ужасов | Дэнни Эльфман                                                                                        | Номинация | [ 209 ] [ 210 ] |
| Lumiere Award (Advanced Imaging Society)            | 10 февраля 2023 | Лучшее преобразование 2D в 3D                                                 | «Доктор Стрэндж: В мультивселенной безумия»                                                          | Победа    | [ 211 ]         |
| MTV Movie & TV Awards                               | 7 мая 2023      | Лучший кинозлодей                                                             | Элизабет Олсен                                                                                       | Победа    | [ 212 ]         |
| Nickelodeon Kids' Choice Awards                     | 4 марта 2023    | Любимая киноактриса                                                           | Элизабет Олсен                                                                                       | Номинация | [ 213 ]         |
| People's Choice Awards                              | 6 декабря 2022  | Фильм 2022 года                                                               | «Доктор Стрэндж: В мультивселенной безумия»                                                          | Победа    | [ 214 ]         |
| People's Choice Awards                              | 6 декабря 2022  | Боевик 2022 года                                                              | «Доктор Стрэндж: В мультивселенной безумия»                                                          | Номинация | [ 214 ]         |
| People's Choice Awards                              | 6 декабря 2022  | Женщина-кинозвезда 2022 года                                                  | Элизабет Олсен                                                                                       | Победа    | [ 214 ]         |
| People's Choice Awards                              | 6 декабря 2022  | Звезда боевика 2022 года                                                      | Элизабет Олсен                                                                                       | Победа    | [ 214 ]         |
| Сатурн                                              | 25 октября 2022 | Лучший фильм — экранизация комикса                                            | «Доктор Стрэндж: В мультивселенной безумия»                                                          | Номинация | [ 215 ] [ 216 ] |
| Сатурн                                              | 25 октября 2022 | Лучший киноактёр второго плана                                                | Бенедикт Вонг                                                                                        | Номинация | [ 215 ] [ 216 ] |
| Сатурн                                              | 25 октября 2022 | Лучшая музыка                                                                 | Дэнни Эльфман                                                                                        | Победа    | [ 215 ] [ 216 ] |
| Сатурн                                              | 25 октября 2022 | Лучшие спецэффекты                                                            | Йорундур Рафн Арнарсон, Эрик Винквист и Джо Леттери                                                  | Номинация | [ 215 ] [ 216 ] |

## Документальный выпуск
В феврале 2021 года было объявлено о серии документальных выпусков «Marvel Studios: Общий сбор». Специальный выпуск о создании фильма «Доктор Стрэндж: В мультивселенной безумия» вышел на Disney+ 8 июля 2022 года.

## Комментарии
1. ↑  Повышение Вонга было результатом исчезновения Стрэнджа во время Скачка, показанного в фильмах «Мстители: Война бесконечности» (2018) и «Мстители: Финал» (2019), и объяснено в фильме «Человек-паук: Нет пути домой» (2021)[6].
2. ↑  События сериала «Ванда/Вижн» (2021)[7].
3. ↑  Опознанная как Клеа[8]
4. ↑  В паре со Скоттом Керсаведжем, Эрин В. Рамос, Дэвидом Э. Флюром и Полом Макгратом за мультфильм «Энканто» (2021).